# Le Temple (Loir y Cher)
 Le Temple  es una población y comuna francesa, en la región de Centro, departamento de Loir y Cher, en el distrito de Vendôme y cantón de Mondoubleau.

## Demografía
| 266 | 224 | 180 | 156 | 150 | 179 |
| Para los censos de 1962 a 1999 la población legal corresponde a la población sin duplicidades (Fuente: INSEE [Consultar]) |     |     |     |     |     |